# Penelope Oleksiak
Penelope „Penny” Oleksiak (ur. 13 czerwca 2000 w Scarborough) – kanadyjska pływaczka specjalizująca się w stylu dowolnym i stylu motylkowym, siedmiokrotna medalistka igrzysk olimpijskich i mistrzostw świata na krótkim basenie (2016).

## Lata młodości
Córka pochodzącego z Polski Richarda Oleksiaka i Alison. Jej bracia Jamie i Jake zostali hokeistami, ma też dwie siostry: Hayley, która jest wioślarką oraz Claire. Pływać nauczyła się w wieku 9 lat.

## Kariera
W 2015 zdobyła sześć medali mistrzostw świata juniorów: złoty w sztafecie mieszanej 4 × 100 m stylem dowolnym, srebrny na 50 i 100 m stylem motylkowym, 100 m stylem dowolnym i w sztafecie 4 × 200 m stylem dowolnym oraz brązowy w sztafecie 4 × 100 m stylem dowolnym. 5 kwietnia 2016 z czasem 56,99 s pobiła rekord kraju na 100 m stylem motylkowym i zakwalifikowała się na igrzyska olimpijskie. Z czasem 53,31 s ustanowiła także nowy rekord Kanady na 100 m stylem dowolnym, będący jednocześnie rekordem świata juniorek. Na igrzyskach zdobyła brązowy medal w sztafecie 4 × 100 i 4 × 200 m stylem dowolnym, srebrny na 100 m stylem motylkowym oraz (ex aequo z Simone Manuel) złoty na 100 m stylem dowolnym, ustanawiając z czasem 52,70 s rekord olimpijski.
Podczas mistrzostw świata na krótkim basenie w Windsorze zdobyła cztery medale. Oleksiak została mistrzynią świata w sztafetach 4 × 50 i 4 × 200 m stylem dowolnym. Wywalczyła także srebrny medal w sztafecie 4 × 100 m stylem zmiennym. Indywidualnie zdobyła brąz na 100 m stylem dowolnym, ustanawiając z czasem 52,01 s rekord Kanady. Płynęła także w sztafecie 4 × 100 m stylem dowolnym, która początkowo zajęła drugie miejsce, ale ostatecznie została zdyskwalifikowana. Została wybrana sportowcem roku 2016 w Kanadzie. W 2017 wystartowała na mistrzostwach świata, na których zdobyła brązowy medal w sztafecie mieszanej 4 × 100 m stylem zmiennym, a także zajęła 4. miejsce na 100 m stylem motylkowym i w sztafecie 4 × 100 m stylem dowolnym.

### Mistrzostwa Kanady
W 2015 została mistrzynią Kanady na 50 i 100 m stylem motylkowym oraz wicemistrzynią na 100 m stylem dowolnym.

## Rekordy życiowe

### Na długim basenie
- 50 m stylem dowolnym – 25,49 s ( Toronto, 26 maja 2017)
- 50 m stylem grzbietowym – 29,04 s ( Rzym, 24 czerwca 2016)
- 50 m stylem motylkowym – 25,76 s ( Barcelona, 14 czerwca 2017)
- 100 m stylem dowolnym – 52,70 s ( Rio de Janeiro, 11 sierpnia 2016), rekord Kanady i rekord olimpijski
- 100 m stylem grzbietowym – 1:03,75 s ( Sydney, 17 kwietnia 2015)
- 100 m stylem motylkowym – 56,46 s ( Rio de Janeiro, 7 sierpnia 2016), rekord Kanady
- 200 m stylem dowolnym – 1:57,59 s ( Toronto, 7 kwietnia 2016)
- 200 m stylem grzbietowym – 2:15,63 s ( Sydney, 14 kwietnia 2015)
- 200 m stylem motylkowym – 2:14,40 s ( Montreal, 21 lutego 2016)
- 200 m stylem zmiennym – 2:19,53 s ( Sydney, 13 kwietnia 2015)

Jest również rekordzistką Kanady w sztafecie 4 × 50 m stylem dowolnym – 1:40,46 s ( Montreal, 20 lutego 2016)

### Na krótkim basenie
- 50 m stylem dowolnym – 24,79 s ( Toronto, 22 października 2016)
- 50 m stylem grzbietowym – 26,48 s ( Milton, 23 kwietnia 2016)
- 50 m stylem klasycznym – 34,98 s ( Toronto, 22 października 2016)
- 100 m stylem dowolnym – 52,01 s ( Windsor, 8 grudnia 2016), rekord Kanady
- 100 m stylem grzbietowym – 1:00,09 s ( Etobicoke, 10 grudnia 2015)
- 100 m stylem motylkowym – 58,20 s ( Toronto, 4 grudnia 2015)
- 200 m stylem grzbietowym – 2:11,55 s ( Etobicoke, 13 grudnia 2015)
- 200 m stylem motylkowym – 2:08,06 s ( Toronto, 5 grudnia 2015)
- 200 m stylem zmiennym – 2:15,78 s ( Etobicoke, 13 grudnia 2015)